# إريك بالدوين
اريك بالدوين (بالإنجليزية: Eric Baldwin)‏ هو لاعب بوكر أمريكي، ولد في 1984 في بيفر دام في الولايات المتحدة.